# Pedro Hernández (escultor)
Pedro Hernández fue un escultor, ensamblador, entallador y dibujante de estampas nacido en Salamanca alrededor de 1585 y fallecido en 1665.

## Biografía y obra

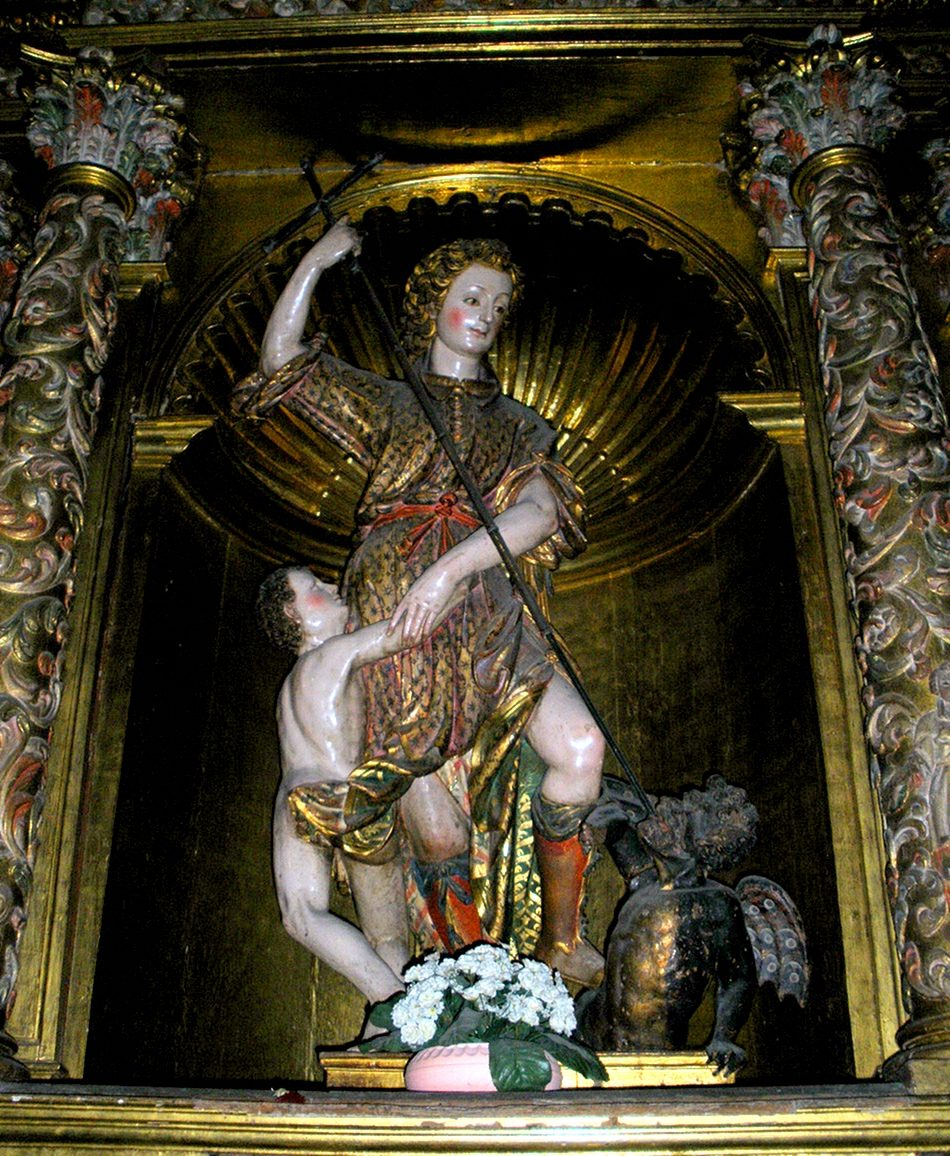
Imagen del Ángel de la Guarda en la iglesia de Sancti Spiritus de Salamanca.

Su padre de profesión carpintero y ensamblador fue probablemente quien lo inició en el mundo artístico. Se casó con Ana Medina, con quien tuvo seis hijos, aunque solo dos de ellos Ana y María de Medina alcanzaron la edad adulta.
Según los datos de que se dispone fue un artista reconocido y recibió numerosos encargos, especialmente entre los años 1610 y 1640. Al parecer disfrutó durante esa época de una desahogada situación económica, pues se sabe que desembolsó la cifra de 1000 ducados con destino a la dote de cada una de sus hijas.
Su estilo fue evolucionando desde el manierismo al naturalismo barroco, estando influido en su trayectoria artística por la escuela de Valladolid, ciudad a la que realizó varios viajes para tomar modelo de una imagen de la Inmaculada Concepción esculpida por Gregorio Fernández.
Su primera obra documentada data de 1610, es la imagen de un Ángel de la Guarda que le fue encargada por los oficiales de la Audiencia Real de Salamanca. Esta talla que debía haber realizado el escultor Diego Salcedo, el cual no pudo esculpirla por fallecimiento, se convirtió en un protopipo para muchas otras similares que se hicieron más tarde y se colocó en un pequeño retablo de la Iglesia del Sancti Spiritus.
En 1615 la Cofradía de la Vera Cruz de Salamanca le encarga la imagen de Cristo Nuestro Bien, cuatro ángeles y otros elementos para la celebración del Acto del Descendimiento, por los que recibió 270 reales. En el mismo año realizó para la Cofradía la imagen de Santa Elena. También se atribuyen al artista las imágenes de la Virgen y San Juan que históricamente se vienen utilizando en el Descendimiento y de las Marías que en la Procesión de Pascua acompañaban al sepulcro vacío.
En 1621 realizó las imágenes de Santa Ana y la Vigen Niña que actualmente se encuentran en un retablo de la iglesia de Los Villares de la Reina y en 1629 una figura de Cristo portando la cruz con destino a una cofradía de Salamanca. Esta imagen puede contemplarse en la ermita de Descargamaría, provincia de Cáceres, diócesis de Ciudad Rodrigo. 
Crito Yacente de Vitigudino (Salamanca), datada entre 1620 y 1630, obra realiza en parte por este escultor y otra parte por su taller, destaca como características diferenciales de esta obra, el tamaño casi dos metros, y la posición de la cabeza girada a la izquierda en lugar de a la derecha como casi todos los Critos Yacentes, esta obra se puede ver la Iglesia Parroquial de San Nicolás de Bari en Vitigudino.
A partir de 1631 las obras de las que se posee documentación van haciéndose paulatinamente más escasas. Se cree que son suyas las figuras de la Anunciación y Visitación de la Virgen que se en encuentran en las puertas del banco del retablo mayor de la iglesia de San Julián de Salamanca, en las cuales parece detectarse que sus facultades están comenzando a disminuir. Desde 1650 hasta su muerte no realizó nuevas obras. Los últimos años de su vida padeció serios problemas económicos derivados de la falta de encargos y de sus disminuidas condiciones físicas.